# Cung Tuấn
Cung Tuấn (tiếng Trung: 龚俊; bính âm: Gōngjùn; tiếng Anh: Simon Gong, sinh ngày 29 tháng 11 năm 1992) là một nam diễn viên người Trung Quốc. Anh được biết đến nhiều nhất với vai diễn Ôn Khách Hành trong bộ phim Sơn Hà Lệnh (2021).

## Tiểu sử
"Tôi không phải sinh ra đã biết đóng phim, cần phải nghiền ngẫm thật nhiều và học hỏi thêm nhiều hơn nữa. Trong diễn xuất mình đang theo, tất nhiên sẽ có những ước muốn nhỏ thuộc về riêng mình. Tôi muốn được mọi người công nhận, cho nên phải làm tốt mọi việc cùng một lúc, đây cũng là một quá trình đi lên hoàn thiện."
Cung Tuấn sinh ra và lớn lên ở Thành Đô, Tứ Xuyên, Trung Quốc. Mối nhân duyên của Cung Tuấn đối với diễn xuất bắt nguồn từ những người bạn cùng lớp khi họ đang học diễn xuất, anh tò mò và bắt đầu tìm hiểu, từ đó quyết tâm đến Bắc Kinh để theo đuổi giấc mơ diễn xuất.
Vào năm 2015, Cung Tuấn xuất hiện lần đầu trong webdrama cổ trang Đao Kiếm Liễu Loạn.
Năm 2017, đóng vai chính trong bộ phim hài hành động Thịnh Thế. Sau đó, được biết đến nhiều hơn với vai Thập Nhất hoàng tử trong bộ phim lịch sử giả tưởng Túy Linh Lung . Cùng năm, ra mắt màn ảnh rộng trong bộ phim hồi hộp giả tưởng Rebirth Partner.
Năm 2018, Cung Tuấn đóng vai chính trong bộ phim truyền hình  tiên hiệp Chỉ Tiêm Thiếu Niên. Cùng năm, được chọn vào bộ phim dành cho giới trẻ Vừa Lúc Em Tỏa Sáng.
Năm 2019, đóng vai chính trong bộ phim cổ trang lãng mạn Thiên Kim Háo Sắc, tiếp theo là bộ phim giả tưởng lãng mạn Cô Gái Nhìn Thấy Mùi Hương.
Năm 2020, Cung Tuấn đóng nam chính trong bộ phim tình cảm thanh xuân Gửi Thời Mỹ Mãn Ngọt Ngào Của Chúng Ta, dựa trên cuốn tiểu thuyết cùng tên, thuộc series Gửi thời thanh xuân của tác giả Triệu Kiền Kiền.
Tháng 3 năm 2021, bộ phim giang hồ võ hiệp Sơn Hà Lệnh (chuyển thể từ tiểu thuyết đam mỹ Thiên Nhai Khách của Priest) phát sóng độc quyền trên nền tảng Youku, Cung Tuấn đảm nhận vai Ôn Khách Hành, Cốc chủ Quỷ cốc. Với nội dung hấp dẫn, chế tác tốt, kịch bản ổn định, bộ phim đạt thành công ngoài mong đợi, giúp đưa tên tuổi Cung Tuấn cũng như dàn diễn viên đến gần hơn với công chúng.
"Ý nghĩa của nhân vật không phải do tôi trao cho cậu ấy, mà sự tồn tại của chính cậu ấy mới thật sự là ý nghĩa, diễn viên cũng chỉ là một trong những <vật dẫn> của nhân vật."

## Phim tham gia

### Phim điện ảnh
| Năm  | Tên tiếng Việt      | Tên tiếng Trung | Nhân vật | Ghi chú |
| ---- | ------------------- | --------------- | -------- | ------- |
| 2016 | Mất tích ở Nhật Bản | 东京大冒险      | VK       |         |
| 2017 | Rebirth Partner     | 异生探          | Bác sĩ   | [ 5 ]   |

### Phim truyền hình
| Năm  | Tên tiếng Việt                            | Tên tiếng Trung      | Nhân vật              | Bạn diễn                                                     | Nền tảng phát sóng    | Ghi chú   |
| ---- | ----------------------------------------- | -------------------- | --------------------- | ------------------------------------------------------------ | --------------------- | --------- |
| 2016 | Đao Kiếm Liễu Loạn                        | 刀剑缭乱             | Tịch Lư               |                                                              | iQiyi                 | Vai phụ   |
| 2017 | Túy Linh Lung                             | 醉玲珑               | Nguyên Triệt          |                                                              | Dragon TV, Youku      | Vai phụ   |
| 2017 | Túy Linh Lung (Phiên ngoại)               | 醉玲瓏番外之玲瓏醉夢 | Nguyên Triệt          |                                                              | Youku                 | Vai chính |
| 2017 | Thịnh Thế                                 | 盛势                 | Hạ Diệu               | Từ Phong                                                     | Tencent               | Vai chính |
| 2019 | Thiên Kim Háo Sắc 1                       | 绝世千金第一季       | Chung Vô Mị           | Trịnh Tưu Hoằng                                              | iQiyi                 | Vai chính |
| 2019 | Cô Gái Nhìn Thấy Mùi Hương                | 看见味道的你         | Lục Vi Tầm            | Tống Y Nhân                                                  | iQiyi                 | Vai chính |
| 2020 | Gửi Thời Mỹ Mãn Ngọt Ngào Của Chúng Ta    | 致我们甜甜的小美满   | Triệu Phiếm Châu      | Lưu Nhân Ngữ                                                 | Tencent               | Vai chính |
| 2020 | Thiên Kim Háo Sắc 2                       | 绝世千金第二季       | Chung Vô Mị           | Trịnh Tưu Hoằng                                              | Youku                 | Vai chính |
| 2020 | Kết Hôn Rồi Bắt Đầu Yêu                   | 从结婚开始恋爱       | Lăng Duệ              | Châu Vũ Đồng                                                 | Mango TV, IQIYI, WeTV | Vai chính |
| 2021 | Sơn Hà Lệnh                               | 山河令               | Ôn Khách Hành         | Trương Triết Hạn                                             | Youku                 | Vai chính |
| 2021 | Chỉ Tiêm Thiếu Niên                       | 指尖少年             | Nhậm Nhất Hiệp        | Trần Dao                                                     | Mango TV              | Vai chính |
| 2021 | Xin Chào Hỏa Diễm Lam                     | 你好火焰蓝           | Hoắc Ngôn             | Trương Tuệ Văn                                               | Youku                 | Vai chính |
| 2021 | Vừa Lúc Em Toả Sáng                       | 而你刚好发光定档     | Phương Nham           | Vương Tử Tuyền                                               | Tencent               | Vai chính |
| 2021 | Trầm Thụy Hoa Viên                        | 沉睡花园             | Lâm Thâm              | Kiều Hân                                                     | Mango TV              | Vai chính |
| 2023 | An Lạc Truyện                             | 安乐传               | Hàn Diệp              | Địch Lệ Nhiệt Ba                                             | Youku                 | Vai chính |
| 2023 | Tôi Muốn Đi Ngược Chiều Gió               | 我要逆风去           | Từ Tư                 | Chung Sở Hy                                                  | iQiyi                 | Vai chính |
| 2024 | Hồ yêu tiểu hồng nương: Nguyệt Hồng Thiên | 狐妖小红娘月红篇     | Đông Phương Nguyệt Sơ | Dương Mịch                                                   | iQIYI                 | Vai chính |
| TBA  | Phong Quá Lưu Ngân                        | 风过留痕             | Diệp Khiêm            | Khương Võ, Tôn Di                                            | Tencent               | Vai chính |
| TBA  | Khoảng Cách Giữa Chúng Ta Và Tòa Án       | 我们与法庭的距离     | Thẩm Tạ Trật          | Nhậm Mẫn                                                     | Tencent               | Vai chính |
| TBA  | Ám Hà Truyện                              | 暗河传               | Tô Mộ Vũ              | Bành Tiểu Nhiễm, Kiều Chấn Vũ, Thường Hoa Sâm, Dương Vũ Đồng | Youku                 | Vai chính |

## Âm nhạc
Ngoài đóng phim, Cung Tuấn còn thử sức ở mảng âm nhạc khi tham gia góp giọng vào nhạc phim trong những bộ phim mình đóng.
| Năm  | Tên tiếng Việt          | Tên đề tiếng Trung | Phim                                   | Ghi chú                                      |
| ---- | ----------------------- | ------------------ | -------------------------------------- | -------------------------------------------- |
| 2020 | Hạnh Phúc Nhỏ Ngọt Ngào | 甜甜的小美满       | Gửi Thời Mỹ Mãn Ngọt Ngào Của Chúng Ta | Nhạc dạo đầu; song ca cùng Lưu Nhân Ngữ      |
| 2020 | Thanh Xuân Có Bạn       | 有你的清纯         | Gửi Thời Mỹ Mãn Ngọt Ngào Của Chúng Ta | Nhạc đệm                                     |
| 2020 | Đã Quen Với Em          | 习惯你             | Kết Hôn Rồi Bắt Đầu Yêu                | Nhạc đệm; song ca cùng Châu Vũ Đồng          |
| 2021 | Thiên Nhai Khách        | 天涯客             | Sơn Hà Lệnh                            | Nhạc kết thúc; song ca cùng Trương Triết Hạn |
| 2021 | Sweet                   |                    | Xin Chào Hỏa Diễm Lam                  | Nhạc đệm                                     |
| 2023 | Phần Tình Yêu Này       | 这份爱             | Tôi Muốn Đi Ngược Chiều Gió            | Nhạc đệm                                     |

Các bài hát từng thể hiện khác :
| 2017 | Thiên Hạ                              | 天下              | Hát cùng Trương Hách, Mao Phương Viên, Cao Nhất Thanh |
| 2021 | Tôi Có Ước Hẹn Với 2035               | 我和2035有個約    | Hát cùng Cốc Gia Thành, Tống Tổ Nhi, Bạch Lộc         |
| 2021 | Đem Tương Lai Thắp Sáng               | 把未来点亮        | Đơn ca                                                |
| 2022 | Cung Hỷ Phát Tài                      | 恭喜发财          | Đơn ca                                                |
| 2022 | Xuân Ý Phúc Doanh                     | 春意福盈          | Đơn ca                                                |
| 2022 | Người Da Vàng                         | 黄种人            | Song ca cùng Shin                                     |
| 2022 | Niên Thiếu Hữu Vi                     | 年少有为          | Song ca cùng Hà Cảnh                                  |
| 2022 | Đón Lấy Giấc Mơ                       | 迎梦而来          | Đơn ca                                                |
| 2022 | Thanh Niên Nói                        | 青年说            | Đơn ca                                                |
| 2022 | Bờ Vai Bé Nhỏ                         | 小小的肩膀        | Đơn ca                                                |
| 2022 | Có Lý Tưởng Thêm Thanh Xuân           | 有理想更青春      | Đơn ca                                                |
| 2022 | Phòng Khiêu Vũ Mạc Hà                 | 漠河舞厅          | Đơn ca                                                |
| 2022 | Hoan Lạc Tụng & Mùa Hè Ở Thị Trấn Nhỏ | 欢乐颂 & 小城夏天 | Song ca cùng thầy Hà Cảnh                             |
| 2023 | Xích Linh (kết hợp kinh kịch)         | 赤伶              | Hát cùng 2 tiền bối Thiệu Thiên Soái & Tưởng Cần Cần  |
| 2022 | Neon Sweetheart                       | 霓虹甜心          | Song ca cùng Lưu Vũ Ninh                              |
| 2023 | Đạp Gió Rẽ Sóng                       | 追风破浪          | Đơn ca                                                |
| 2023 | Ngày Mai Bầu Trời Trong Xanh          | 明天晴空万里      | Đơn ca                                                |
| 2024 | Trải Nghiệm Mối Tình Đầu              | 爱的初体验        | Đơn ca                                                |
| 2024 | BUTTER-FLY                            | BUTTERFLY         | Hát cùng Giả Nãi Lượng, Hoàng Cảnh Du                 |

## Danh sách tạp chí
| Năm  | Tháng         | Tạp chí                                      | Ghi chú |
| ---- | ------------- | -------------------------------------------- | ------- |
| 2017 | Tháng 6       | 《Khóa Đường Nội Ngoại》bản cao trung kỳ 777 |         |
| 2018 | Tháng 8       | 《Shin Youth》                               |         |
| 2018 | Tháng 11      | 《Glitz Triều Nhi》                          |         |
| 2019 | Tháng 1       | 《VECTOR Thời Thượng Lãnh Tụ》               |         |
| 2019 | Số đặc biệt   | 《Lương Đống Hero》                          |         |
| 2019 | Tháng 5       | 《Ngu Nhạc Tinh Thượng STAR》                |         |
| 2019 | Tháng 11      | Young《CreativeStyle》                       |         |
| 2019 | Tháng 11      | 《Ginger Triều Nhi》bản điện tử 🎂           |         |
| 2019 | Tháng 12      | 《PURSUE Tầm Chí》                           |         |
| 2020 | Tháng 1       | 《WOOHOO Triều Lưu》                         |         |
| 2020 | Tháng 7       | 《Phong Độ Men's Uno》                       |         |
| 2020 | Tháng 8       | 《Jalouse China》                            |         |
| 2020 | Tháng 9       | 《Harper Bazaar》bản điện tử                 |         |
| 2020 | Tháng 11      | 《Nhuệ Giới Area》🎂                         |         |
| 2021 | Tháng 3       | Tuần san《Giải Trí Nam Đô》                  |         |
| 2021 | Tháng 3       | 《OK! Tinh Thải》                            |         |
| 2021 | Tháng 3       | 《Life Style》                               |         |
| 2021 | Tháng 4       | 《Ellemen Tân Thanh Niên》                   |         |
| 2021 | Tháng 4       | 《Madame Figaro Hommes》                     |         |
| 2021 | Tháng 5       | 《Glitz Triều Nhi》                          |         |
| 2021 | Tháng 6       | 《INTIME》                                   |         |
| 2021 | Tháng 7       | 《Bazaar Men》                               |         |
| 2021 | Tháng 7       | 《Bác Khách Thiên Hạ》                       |         |
| 2021 | Tháng 9       | 《GQ》MOTY • số đặc biệt                     |         |
| 2021 | Tháng 9       | 《Esquire》                                  |         |
| 2021 | Tháng 10      | 《T》China                                   |         |
| 2021 | Tháng 11      | 《Xuất Sắc WSJ.》                            |         |
| 2021 | Tháng 11      | 《Cosmopolitan》số tháng 13 🎂               |         |
| 2022 | Tháng 3       | 《Bazaar Men》                               |         |
| 2022 | Tháng 4       | 《SuperElle》                                |         |
| 2022 | Tháng 4       | 《OK! Tinh Thải》số kỷ niệm 10 năm           |         |
| 2022 | Tháng 5       | 《Ellemen》                                  |         |
| 2022 | Tháng 6       | 《L'Officiel Hommes》                        |         |
| 2022 | Tháng 6       | 《L'Officiel》                               |         |
| 2022 | Spring Summer | 《Vogue Film》                               |         |
| 2022 | Tháng 9       | 《Mini Bazaar》                              |         |
| 2022 | Tháng 9       | 《Madame Figaro》                            |         |
| 2022 | Tháng 11      | 《Cosmopolitan》🎂                           |         |
| 2022 | Tháng 12      | 《Wonderland》                               |         |
| 2023 | Tháng 1       | 《Esquire》                                  |         |
| 2023 | Tháng 2       | 《Harper Bazaar》                            |         |
| 2023 | Tháng 3       | 《GQ》                                       |         |
| 2023 | Tháng 4       | 《Ellemen》                                  |         |
| 2023 | Tháng 5       | 《OK! Tinh Thải》số kỷ niệm 11 năm           |         |
| 2023 | Tháng 6       | 《L'Officiel 》                              |         |
| 2023 | Tháng 6       | 《L'Officiel Hommes》                        |         |
| 2023 | Tháng 7       | 《Elle》                                     |         |
| 2023 | Tháng 8       | 《Madame Figaro》                            |         |
| 2023 | Tháng 9       | 《T》China                                   |         |

🌹 Với Madame Figaro - CUNG TUẤN trở thành nghệ sĩ nam ĐẦU TIÊN lên bìa số Kim Cửu của tạp chí này.
🌹 Với L'Officiel Hommes & L'Officiel - CUNG TUẤN trở thành nghệ sĩ ĐẦU TIÊN mở khóa đồng thời tạp chí cả nam lẫn nữ.
🌹 Năm 2023 - trở thành sao nam thứ 7 đạt được Grand Slam (hoàn thành 5 tạp chí chủ lưu nam trong năm)